# پور ویدا (آلبوم کالی اوچیس)
پور ویدا (به اسپانیایی: Por Vida‎؛ ترجمه واژه‌به‌واژه: برای زندگی) نخستین آلبوم چندآهنگه از خوانندهٔ کلمبیایی-آمریکایی کالی اوچیس می‌باشد. این پروژه در ۴ فوریهٔ سال ۲۰۱۵ روی وبگاهٔ کالی اوچیس برای بارگیری رایگان ارسال شد و بعدها بر روی رسانه‌های دیجیتالی منتشر گردید.

## فهرست ترانه‌ها
| فهرست ترانه‌های پور ویدا | فهرست ترانه‌های پور ویدا               | فهرست ترانه‌های پور ویدا                                  | فهرست ترانه‌های پور ویدا    | فهرست ترانه‌های پور ویدا |
| شماره                   | نام                                   | نویسنده(ها)                                              | تهیه‌کننده(گان)             | مدت                     |
| ----------------------- | ------------------------------------- | -------------------------------------------------------- | -------------------------- | ----------------------- |
| ۱.                      | «درخت چنار» (Sycamore Tree)           | کالی اوچیس                                               |                            | ۱:۵۲                    |
| ۲.                      | «بهم بگو» (Call Me)                   | اوچیس تایلر اوکونما                                      | تایلر، د کریتور            | ۳:۱۳                    |
| ۳.                      | «ذوب شدن» (Melting)                   | اوچیس الکس اپتن دکستر تورتوریلو توماس پنتز               | اکس‌اکس‌اکس‌چنج دیپلو         | ۳:۲۹                    |
| ۴.                      | «لاتاری» (Lottery)                    | اوچیس اپتن مایکل دنه کنت گلد                             | اپتن                       | ۳:۲۷                    |
| ۵.                      | «می‌دونم چی می‌خوام» (Know What I Want) | اوچیس جیسن فلمینگ                                        | بانکس                      | ۴:۱۱                    |
| ۶.                      | «هجوم» (Rush)                         | اوچیس الکساندر سوینسکی چستر هنسن متیو تاوارس کوین سلستین | کایترانادا بدبدنات‌گود      | ۳:۵۱                    |
| ۷.                      | «دور زدن» (Ridin' Round)              | اوچیس الکساندر بن عبدالله فلمینگ                         | بانکس                      | ۳:۱۹                    |
| ۸.                      | «سرعت» (Speed)                        | اوچیس اوکونما                                            | تایلر، د کریتور لانا دل ری | ۴:۱۵                    |
| ۹.                      | «گوشه‌گیر» (Loner)                     | اوچیس کالب استون                                         | کالب استون                 | ۳:۳۲                    |
| مجموع مدت:              | مجموع مدت:                            | مجموع مدت:                                               | مجموع مدت:                 | ۳۱:۰۳                   |

یادداشت‌ها
- قرار بود در اصل ترانه‌های «قند و عسلم»[پ] و «پابلو اسکوبار»[ت] (که نامش به «فرشته» تغییر یافت) در این ئی‌پی قرار بگیرند اما بنا بر دلایل نامعلوم از نسخهٔ اصلی حذف شدند
- موزیک ویدئوی «می‌دونم چی می‌خوام» فیلم‌برداری شده بود و در کانال رسمی یوتیوب اوچیس بارگذاری شده بود، اما به یه سری دلایل نامشخص ویدئو بایگانی شد و دیگر نمی‌توان از طریق کانال اوچیس آن را دید.
- اثر هنری طی سال‌ها چندین بار تغییر یافته بوده‌است.